# «Бедная симптомами» шизофрения
«Бе́дная симпто́мами» шизофрени́я — подтип шизотипического расстройства в российской версии МКБ-10 (ранее считавшийся «простым вариантом вялопротекающей шизофрении» и «первичным дефект-психозом»), проявляющийся преимущественно негативными симптомами (апатией, астеническим дефектом, суженным или уплощённым аффектом, социальной аутизацией, но без бреда и галлюцинаций).

## Основная информация
Основные характеристики этого заболевания — нарастающий аутизм, снижение продуктивности деятельности, обеднение влечений, сужение диапазона эмоциональных реакций и явления астенического дефекта (пассивность, вялость, безынициативность).
Данное расстройство возникает чаще всего у личностей, характеризующихся замкнутостью и безынициативностью, лишённых эмоциональных привязанностей, которым с детства как бы не хватает «жизненной энергии». В латентном периоде заболевания медленно углубляется психическая дефицитарность, то есть снижается психическая активность, инициатива, возникает эмоциональная нивелировка. Однако грубые расстройства поведения, как правило, отсутствуют. Отчётливые признаки психического расстройства возникают обычно в 14—20 лет. Наступает активный период заболевания, углубляются негативные изменения, и ясно выступает психическая несостоятельность больных.
Часто у больных «бедной симптомами» шизофрении возникают аффективные нарушения (нарушения настроения), которые проявляются в форме дистимии или адинамической депрессии с ипохондрическими идеями и рудиментарными сенестопатиями. Также могут присутствовать компульсивные расстройства, близкие к стереотипиям, а также субступорозные состояния с гипомимией, гипокинезией, дисгармоничностью и неестественностью движений, угловатостью, крайне вялой и односложной речью.
Возможности социальной адаптации больных «бедной симптомами» шизофренией обычно ограничиваются элементарным самообслуживанием, выполнением несложных профессиональных обязанностей и симбиотическим сосуществованием с родителями или опекунами.
Важна дифференциальная диагностика «бедной симптомами» шизофренией с простой шизофренией.

## Классификация
В международной классификации болезней 10-го пересмотра (МКБ-10), адаптированной для использования в Российской Федерации, «бедная симптомами» шизофрения носит код F21.5. В данной классификации «бедная симптомами» шизофрения считается подтипом шизотипического расстройства.

## Лечение
Способность антипсихотиков (нейролептиков) уменьшать первичную негативную симптоматику подвергается сомнению. Также предполагается, что антипсихотики сами могут усугублять негативные симптомы. Метаанализ 2014 года, включивший 168 рандомизированных контролируемых испытаний, в которых рассматривались такие разновидности лечения негативной симптоматики шизофрении, как применение атипичных антипсихотиков, антидепрессантов, психологическое вмешательство и пр., показал, что разница между этими видами лечения и плацебо статистически мала и не достигает порога клинически значимого улучшения.